# 3M22 Tsirkon
3M22 Tsirkon eller Zircon är en ryskutvecklad hypersonisk sjömålsrobot. Roboten kan nå en hastighet på upp till mach 8 det vill säga ca 9800 km/h och har en räckvidd på ca 400 km, 1000. Zircon-roboten kan avfyras från land, sjöss eller från ubåtar.
Den 19 juli 2021 provsköts vapensystem för första gången och enligt Rysslands president Putin var testet lyckat. Han säger också att vapensystemet är helt unikt i sitt slag.
I oktober 2021 provsköts vapnet ännu en gång men denna gång från en ubåt.
Ett flertal robotar provsköts framgångsrikt under julveckan 2021 enligt ryska militären.
Under sommaren 2023 framkom det att Ryssland har börjat en intensiv upprustning där det bland annat ingår att utrusta sina atomubåtar med Zircon. Enligt Alexei Rakhmanov på United Shipbuilding Corporation så är det ubåtar av Projekt 885 Jasen som kommer att utrustas med missilerna först.